# 奇跡の地球物語〜近未来創造サイエンス
『Canon Presents 奇跡の地球物語〜近未来創造サイエンス』（キヤノンプレゼンツ きせきのちきゅうものがたり きんみらいそうぞうサイエンス）は、日本のテレビ番組。2009年（平成21年）10月4日から2014年（平成26年）9月28日まで毎週日曜日の18時30分 - 18時56分（JST）に放送されていた、テレビ朝日のドキュメンタリー番組。キヤノンの一社提供番組だったが、2014年7月からはキヤノンを筆頭とした複数社提供になった。
ハイビジョン制作・字幕放送。また、地上アナログ放送ではレターボックス形式で放送されている。

## 概要
歴史や生物・自然などを最先端の科学で辿っていくドキュメンタリー番組。メインのナレーションは山寺宏一が担当するが、各回ごとテーマに合わせて著名な俳優やタレントがゲスト・ナレーターを週変わりで務める。2012年1月放送分（第106回）からは山寺のナレーションのみに統一されている。

## スタッフ
- 構成：大河明日香、関秀章 / 武田浩、市川幸宏、竹村武司、安部裕之、たが井まこと、近藤まこと ほか
- 音楽：丸山和範
- 編集：松竹利郎・河野文香（映広）、木谷瑞・福川幸太朗・湊藍子（ビーグル）
- MA：増田英己・小川沙織（映広）
- 音響効果：有木岳人・小堀博孝（メディアハウス）
- CG制作：soybeans、ぴーたん
- リサーチ：菅将仁、フルタイム、小出由佳（小出→以前はAP）、魚住昌史
- 編成：二階堂義明・吉川徹（テレビ朝日）
- 宣伝：井上恵莉子（テレビ朝日）
- 音楽協力：テレビ朝日ミュージック
- AD：笠松崎しげる、中島健登、井上純平、田邉侑一、松井拓也
- デスク：佐藤まゆみ（テレビ朝日）、十枝内かおり、木村容子
- ディレクター：坪山悟史、山田佳南子、近藤大樹
- チーフディレクター：芦田政和
- プロデューサー：青山幸光（テレビ朝日、以前はエグゼクティブプロデューサー）、引地夏規（テレビ朝日、以前はAP）、仁科昌平（電通）、元木伸一（JUMP）、森下徹（FOREST UP、以前はチーフディレクター）
- ゼネラルプロデューサー：山下浩司（テレビ朝日）
- 制作協力：C.A.L、JUMP、FOREST UP
- 制作著作：テレビ朝日

### 過去のスタッフ
- 編成：金澤美保・遠藤華子・林雄一郎・尾崎雅彦・松瀬俊一郎・荒井祥之・池田佐和子・森大貴（テレビ朝日）
- 宣伝：天野貴代・樽井勝弘（テレビ朝日）
- デスク：藤澤久美子、小西杏奈、重永京女、小林晴美
- アシスタントプロデューサー：西山隆一（テレビ朝日）
- ディレクター：藤本良雄、相馬信雄、木坂優介、小野嘉良子（小野→以前はAD）
- プロデューサー：佐藤尚子・谷村幸治（テレビ朝日）、井澤達也（C.A.L）、井口高志（電通）、山本三四郎（JUMP）
- 総合演出：上川伸廣

## 放送リスト
|     | 放送日         | サブタイトル                                                              | ゲスト・ナレーター |
| --- | -------------- | ------------------------------------------------------------------------- | ------------------ |
| 1   | 2009年10月4日  | 太陽 光が創造する奇跡の絶景                                               | 永作博美           |
| 2   | 2009年10月11日 | 赤ちゃん 秘められた偉大なる能力                                           | 渡辺満里奈         |
| 3   | 2009年10月18日 | 月 人類を操る不思議な力                                                   | 富田靖子           |
| 4   | 2009年10月25日 | 日本列島 季節が織り成す奇跡の地                                           | 宮崎美子           |
| 5   | 2009年11月1日  | 秋 未来へ命を繋ぐ時                                                       | 渡辺満里奈         |
| 6   | 2009年11月8日  | 天才 脳に秘められた無限の可能性                                           | 髙田万由子         |
| 7   | 2009年11月15日 | 海 未知なる世界に眠る宝                                                   | 富田靖子           |
| 8   | 2009年11月22日 | 南極 地球未来を懸けた挑戦                                                 | 横山めぐみ         |
| 9   | 2009年11月29日 | 世界基準 歴史に刻まれたもうひとつのルール                                 | 宮崎美子           |
| 10  | 2009年12月6日  | 日本建築 今に生きる先人の知恵                                             | 須藤理彩           |
| 11  | 2009年12月13日 | 栄養と味 命が必要とするもの                                               | 南野陽子           |
| 12  | 2010年1月10日  | 富士山 日本を見守る美しき最高峰                                           | 須藤理彩           |
| 13  | 2010年1月17日  | 大気 目には見えない生命維持装置                                           | 中越典子           |
| 14  | 2010年1月24日  | 免疫システム 花粉症はなぜおきるか                                         | 宮崎美子           |
| 15  | 2010年1月31日  | 食文化 私たちがお米を食べる理由                                           | はな               |
| 16  | 2010年2月7日   | 宝石 地球からの贈り物                                                     | 宮崎美子           |
| 17  | 2010年2月14日  | カロリー 命を繋ぐエネルギー                                               | 南野陽子           |
| 18  | 2010年2月21日  | 英雄 人類の歴史を変えた科学者                                             | 渡辺満里奈         |
| 19  | 2010年2月28日  | 暦 秘められた宇宙と権力                                                   | 中越典子           |
| 20  | 2010年3月7日   | 知床 大地の果ての聖地                                                     | 須藤理彩           |
| 21  | 2010年3月14日  | 流氷 蘇る海のいのち                                                       | 宮崎美子           |
| 22  | 2010年3月21日  | 重力 Gという名の魔法                                                      | 須藤理彩           |
| 23  | 2010年4月4日   | 超人 人類はどこまで記録を伸ばせるか？                                     | ともさかりえ       |
| 24  | 2010年4月11日  | 睡眠 文明を手にした人類の宿命                                             | はな               |
| 25  | 2010年4月18日  | 京都の謎 龍安寺石庭                                                       | 坂下千里子         |
| 26  | 2010年4月25日  | 犬 人類のかけがえのないパートナー                                         | 押切もえ           |
| 27  | 2010年5月2日   | 日本料理 世界に誇る味の秘密                                               | 宮崎美子           |
| 28  | 2010年5月9日   | 骨 幻の人類史                                                             | 富田靖子           |
| 29  | 2010年5月16日  | スパイス 香りが導いた食文化                                               | 南野陽子           |
| 30  | 2010年5月23日  | 野菜 人類が育てた驚異の雑草                                               | 渡辺満里奈         |
| 31  | 2010年5月30日  | 自然は何を教えてくれるのか？水族館・世界の海に出逢う                      | 小沢真珠           |
| 32  | 2010年6月6日   | 自然が選んだ最強のデザイン〜ヘキサゴン〜                                  | とよた真帆         |
| 33  | 2010年6月13日  | 屋久杉 古代よりいき続ける神秘                                             | 宮崎美子           |
| 34  | 2010年6月20日  | 屋久島 世界自然遺産の意味                                                 | 宮崎美子           |
| 35  | 2010年6月27日  | 日本海 海底に眠る太古の謎                                                 | 須藤理彩           |
| 36  | 2010年7月4日   | ロボット 科学者がつくる未来                                               | 富田靖子           |
| 37  | 2010年7月11日  | 洞穴 氷に刻まれた300万年の記憶・1時間SP                                   | 小澤征悦           |
| 38  | 2010年7月18日  | 東京湾 サンゴが棲む海                                                     | 田中律子           |
| 39  | 2010年7月25日  | 東京スカイツリー 私達はなぜ高さに憧れるのか                               | はな               |
| 40  | 2010年8月1日   | 宇宙飛行士 山崎直子の真実                                                 | 宮崎美子           |
| 41  | 2010年8月8日   | 驚異の昆虫 小さな体に秘められた驚くべき能力                               | 菊池桃子           |
| 42  | 2010年8月15日  | 鉄道 線路が私たちにくれた夢                                               | 石田ひかり         |
| 43  | 2010年8月22日  | 小麦 一万年の恵み                                                         | 中嶋朋子           |
| 44  | 2010年8月29日  | ファーブル先生が教えてくれたこと 偉大なる科学者たち                       | 菊池桃子           |
| 45  | 2010年9月5日   | 異常気象 スーパーコンピュータで挑む                                       | 早見優             |
| 46  | 2010年9月19日  | 驚異の発見！恐竜新世紀・1時間SP                                           | 宮崎美子           |
| 47  | 2010年10月3日  | 地球を透視せよ！最新地震研究を追う                                        | 三船美佳           |
| 48  | 2010年10月10日 | 南太平洋の楽園 小さな島が語る地球大変動                                   | 小川範子           |
| 49  | 2010年10月17日 | ノーベル賞 〜益川敏英の頭の中〜                                           | とよた真帆         |
| 50  | 2010年10月24日 | 羽田空港 〜週末海外実現プロジェクト〜                                     | 富田靖子           |
| 51  | 2010年10月31日 | 沖縄 〜美ら海からの贈り物〜                                               | 国仲涼子           |
| 52  | 2010年11月7日  | 沖縄 〜サンゴが語る地球の未来〜                                           | 田中律子           |
| 53  | 2010年11月14日 | 京都晩秋Part1 〜美しき古都を訪ねて〜                                      | 石田ひかり         |
| 54  | 2010年11月21日 | 京都晩秋Part2 〜古都の美味を科学する〜                                    | 石田ひかり         |
| 55  | 2010年11月28日 | ハイパーレスキュー 〜72時間以内に救出せよ〜                               | 宮崎美子           |
| 56  | 2010年12月5日  | サンマ 〜あなたの知らない驚異の世界〜                                     | 国仲涼子           |
| 57  | 2010年12月12日 | 平城遷都1300年 〜大仏に隠された謎〜                                       | 富田靖子           |
| 58  | 2011年1月9日   | 火の大地 〜地球エネルギーが生んだ島ハワイ〜                               | 渡辺満里奈         |
| 59  | 2011年1月16日  | 惑星探査 〜もう一つの地球を探せ!〜                                        | 中嶋朋子           |
| 60  | 2011年1月23日  | ワクチン 〜人類のあくなき挑戦〜                                           | 菊池桃子           |
| 61  | 2011年1月30日  | 巨大カルデラ 〜箱根の絶景が生まれた理由〜                                 | 石田ひかり         |
| 62  | 2011年2月6日   | 天下の険 〜箱根を超えた知恵と技術〜                                       | 宮崎美子           |
| 63  | 2011年2月13日  | レアメタル 〜宇宙からの贈り物〜                                           | 富田靖子           |
| 64  | 2011年2月20日  | 未来エネルギー 〜太陽への挑戦〜                                           | 石田ひかり         |
| 65  | 2011年2月27日  | 岡本太郎 〜甦る天才芸術家〜                                               | 中嶋朋子           |
| 66  | 2011年3月6日   | パンダ 〜デザインは生命の証〜                                             | 原田知世           |
| 67  | 2011年3月20日  | 日本橋 〜世界に誇る名橋の真実〜                                           | 渡辺満里奈         |
| 68  | 2011年3月27日  | 地球デザイン 〜宇宙が創造した命の形〜第一章                               | 富田靖子           |
| 69  | 2011年4月3日   | 地球デザイン 〜宇宙が創造した命の形〜第二章                               | 宮崎美子           |
| 70  | 2011年4月10日  | 地球デザイン 〜宇宙が創造した命の形〜第三章                               | 中嶋朋子           |
| 71  | 2011年4月17日  | 発酵 〜微生物に秘められた驚異の力〜                                       | 国仲涼子           |
| 72  | 2011年4月24日  | ロケット 〜宇宙へ羽ばたくニッポンの夢〜                                   | 渡辺満里奈         |
| 73  | 2011年5月1日   | オオサンショウウオ 〜清流に棲む生きた化石〜                               | 田中律子           |
| 74  | 2011年5月8日   | 新幹線 〜進化を続ける夢の超特急〜                                         | 国仲涼子           |
| 75  | 2011年5月15日  | コーラスの秘密 〜ウィーン少年合唱団を科学する〜                           | 原田知世           |
| 76  | 2011年5月22日  | 肌 〜なぜシワはできるのか                                                 | 富田靖子           |
| 77  | 2011年5月29日  | 絶景 〜大地が生きているあかし〜                                           | 中嶋朋子           |
| 78  | 2011年6月5日   | 豪華客船 〜英知が生んだ海上都市〜                                         | 菊池桃子           |
| 79  | 2011年6月12日  | ペンギン 〜大空を捨てた鳥〜                                               | 宮崎美子           |
| 80  | 2011年6月19日  | 塩の魔法 〜美味和食のひみつ〜                                             | 富田靖子           |
| 81  | 2011年6月26日  | 中華料理 〜炎が奏でる味の秘密〜                                           | 石田ひかり         |
| 82  | 2011年7月3日   | 記録 〜未来への伝言〜                                                     | 内山理名           |
| 83  | 2011年7月10日  | 東京スカイツリー 〜世界一への挑戦〜                                       | 渡辺満里奈         |
| 84  | 2011年7月17日  | 西表島 〜生命をつなぐ神秘の力〜                                           | 石田ひかり         |
| 85  | 2011年7月31日  | 西表島PART2 〜日本最後の秘境〜                                            | 内山理名           |
| 86  | 2011年8月7日   | 上野動物園 〜親子で命を学ぶ〜                                             | 宮崎美子           |
| 87  | 2011年8月14日  | 水族館 〜都会に輝く天空のオアシス〜                                       | 国仲涼子           |
| 88  | 2011年8月21日  | モン・サン・ミッシェル 〜天使の島〜                                       | 石野真子           |
| 89  | 2011年8月28日  | パリ 〜世界一美しい街〜                                                   | 原田知世           |
| 90  | 2011年9月4日   | コモドドラゴン 〜進化を語る巨大トカゲ〜                                   | 小澤征悦           |
| 91  | 2011年9月11日  | コモドドラゴン 〜進化を語る渦巻く海〜                                     | 小澤征悦           |
| 92  | 2011年9月18日  | イタリア料理 〜世界が愛する母の味〜                                       | 石田ひかり         |
| 93  | 2011年9月25日  | アスリート 〜驚異の身体能力〜                                             | 渡辺満里奈         |
| 94  | 2011年10月2日  | ローマ 〜永遠の都 誕生の秘密〜                                            | 中嶋朋子           |
| 95  | 2011年10月9日  | ニッポンの頭脳 〜宇宙に挑む天才たち〜                                     | とよた真帆         |
| 96  | 2011年10月16日 | ダ・ヴィンチ part1 〜名画に刻まれたメッセージ〜                           | 須藤理彩           |
| 97  | 2011年10月23日 | ダ・ヴィンチ part2 〜天才科学者の真実〜                                   | 石田ひかり         |
| 98  | 2011年10月30日 | 夢マップ 〜未来を描く道標〜                                               | 宮崎美子           |
| 99  | 2011年11月6日  | 関あじ・関さば 〜海峡が生んだ美味宝魚〜                                   | 田中律子           |
| 100 | 2011年11月13日 | 奄美大島 〜生きた化石を撮る〜                                             | はな               |
| 101 | 2011年11月20日 | 大島紬 〜自然が織りなす驚異の着物〜                                       | 宮崎美子           |
| 102 | 2011年11月27日 | 天ぷら 〜旬を揚げる究極の技〜                                             | 渡辺満里奈         |
| 103 | 2011年12月4日  | 年賀状 〜文字に込めた想い〜                                               | 須藤理彩           |
| 104 | 2011年12月11日 | 刀鍛冶 〜鉄を極める日本伝統の技〜                                         | 富田靖子           |
| 105 | 2011年12月18日 | 清水寺 〜舞台に秘められた未来への伝言〜                                   | 原田知世           |
| 106 | 2012年1月8日   | サケ 〜未来を創る生命の旅〜                                               |                    |
| 107 | 2012年1月15日  | 京漬物 〜古都を彩る四季の味〜                                             |                    |
| 108 | 2012年1月22日  | 海の森 〜カリフォルニア沿岸の宝石〜                                       |                    |
| 109 | 2012年1月29日  | 別府温泉 〜地球エネルギーの恵み〜                                         |                    |
| 110 | 2012年2月5日   | 東京ゲートブリッジ 〜未来への架け橋〜                                     |                    |
| 111 | 2012年2月12日  | ショコラ 〜人類が極めた魅惑の味〜                                         |                    |
| 112 | 2012年2月19日  | はやぶさ 〜夢をかなえたニッポンの技〜                                     |                    |
| 113 | 2012年2月26日  | モントレー 〜自然と共に生きる〜                                           |                    |
| 114 | 2012年3月4日   | フグPart1 〜命を懸けた美食探求〜                                          |                    |
| 115 | 2012年3月18日  | フグPart2 〜命を懸けた美食探求〜                                          |                    |
| 116 | 2012年3月25日  | ラッコ 〜海に挑んだ命の戦い〜                                             |                    |
| 117 | 2012年4月1日   | フェルメール 〜人類が追い求めた青〜                                       |                    |
| 118 | 2012年4月8日   | 卵 〜変幻自在の万能食材〜                                                 |                    |
| 119 | 2012年4月15日  | タテゴトアザラシ 〜親子の絆を撮る〜Part1                                  |                    |
| 120 | 2012年4月22日  | タテゴトアザラシ 〜親子の絆を撮る〜Part2                                  |                    |
| 121 | 2012年4月29日  | 鎧兜 〜受け継がれてきた和の心〜                                           |                    |
| 122 | 2012年5月6日   | 宇宙ステーション 〜きぼうが切り拓く未来〜                                 |                    |
| 123 | 2012年5月13日  | 甲子園 〜時代を見てきたグラウンド〜                                       |                    |
| 124 | 2012年5月20日  | 金環日食 〜天に浮かぶ神秘のリング〜                                       |                    |
| 125 | 2012年5月27日  | かつお節 〜日本人が極めた味〜                                             |                    |
| 126 | 2012年6月10日  | 能登の宝 〜世界に誇る輪島塗〜                                             |                    |
| 127 | 2012年6月17日  | カナダの甘蜜 〜森が育むメープルシロップ〜                                 |                    |
| 128 | 2012年6月24日  | アンチエイジング 〜生命を守る筋肉の力〜                                   |                    |
| 129 | 2012年7月1日   | ロボット 〜未来を拓く科学技術〜                                           |                    |
| 130 | 2012年7月8日   | 精進料理 〜食卓を支える大豆の力〜                                         |                    |
| 131 | 2012年7月15日  | 消防車 〜火災と戦う先端技術〜                                             |                    |
| 132 | 2012年7月22日  | 和菓子 〜夏の涼を味わう〜                                                 |                    |
| 133 | 2012年8月5日   | 富士の清流 〜柿田川を潤す生命〜                                           |                    |
| 134 | 2012年8月12日  | 花火 〜夜空を彩る光の芸術〜                                               |                    |
| 135 | 2012年8月19日  | 酢 〜知られざる驚異のパワー〜                                             |                    |
| 136 | 2012年8月26日  | 檜 〜美しく強き千年樹〜                                                   |                    |
| 137 | 2012年9月2日   | コブダイ 〜王者を賭けた宿命の対決〜                                       |                    |
| 138 | 2012年9月9日   | 日光東照宮 〜江戸文化の最高芸術〜                                         |                    |
| 139 | 2012年9月16日  | お弁当 〜知恵と美食の宝石箱〜                                             |                    |
| 140 | 2012年9月23日  | ローラーコースター 〜スリルと興奮のメカニズム〜                           |                    |
| 141 | 2012年9月30日  | 気象観測 〜空が教える地球の姿〜                                           |                    |
| 142 | 2012年10月7日  | エアポート 〜巨大空港の舞台裏〜                                           |                    |
| 143 | 2012年10月14日 | 冷凍食品 〜時を超える美味〜                                               |                    |
| 144 | 2012年10月21日 | 探査船ちきゅう 〜地球の正体に挑む〜                                       |                    |
| 145 | 2012年10月28日 | トレッキング 〜山を歩く〜                                                 |                    |
| 146 | 2012年11月4日  | ドクターヘリ 〜空飛ぶ救命センター〜                                       |                    |
| 147 | 2012年11月11日 | そば 〜美味に秘めた生命力〜                                               |                    |
| 148 | 2012年11月25日 | 宇宙ステーションPartII 〜星出飛行士からのメッセージ〜                     |                    |
| 149 | 2012年12月2日  | 進化するプラネタリウム 〜体感する宇宙空間〜                               |                    |
| 150 | 2012年12月9日  | 空飛ぶレストラン 〜究極の機内食への挑戦〜                                 |                    |
| 151 | 2012年12月16日 | 生き物たちの挑戦 〜未来へ命をつなぐために〜                               |                    |
| 152 | 2012年12月23日 | 一流パティシエの魔法 〜魅惑スイーツの秘密〜                               |                    |
| 153 | 2013年1月6日   | ホッキョクグマ 〜白銀の王者の生き様を撮る〜                               |                    |
| 154 | 2013年1月13日  | ホッキョクグマ 〜白銀の王者と共存する町〜                                 |                    |
| 155 | 2013年1月20日  | 備長炭 〜美味を引き出す驚異の力〜                                         |                    |
| 156 | 2013年1月27日  | ガラス 〜地球がくれた神秘の輝き〜                                         |                    |
| 157 | 2013年2月3日   | 海洋生物獣医 〜美ら海の命を守る〜                                         |                    |
| 158 | 2013年2月10日  | 保存食革命 〜美味食感への挑戦〜                                           |                    |
| 159 | 2013年2月17日  | 草津温泉 〜世界が驚いた秘密〜                                             |                    |
| 160 | 2013年2月24日  | 巨大氷像 〜高さ15mを実現する氷力〜                                        |                    |
| 161 | 2013年3月10日  | ニホンザル 〜信州 地獄谷に宿る野生〜                                      |                    |
| 162 | 2013年3月17日  | 加賀友禅 〜冬が生み出す極彩色〜                                           |                    |
| 163 | 2013年3月24日  | 美しきオーロラ 〜地球を守る光の芸術〜                                     |                    |
| 164 | 2013年4月7日   | オーストラリア 〜進化の教科書〜                                           |                    |
| 165 | 2013年4月14日  | コアラ 〜絶滅の危機を救え〜                                               |                    |
| 166 | 2013年4月21日  | 竹 〜驚異の生命戦略〜                                                     |                    |
| 167 | 2013年4月28日  | ザトウクジラ 〜知られざる親子の絆〜                                       |                    |
| 168 | 2013年5月5日   | 超感覚ロボット 〜遠隔技術が帰る未来〜                                     |                    |
| 169 | 2013年5月12日  | 益子焼 〜巨大窯 復興の火〜                                                |                    |
| 170 | 2013年5月19日  | ハチミツ 〜ミツバチ 生命の結晶〜                                          |                    |
| 171 | 2013年5月26日  | 日本茶 〜香り高き叡智の一滴〜                                             |                    |
| 172 | 2013年6月2日   | パン 〜小麦が生む幸せの食感〜                                             |                    |
| 173 | 2013年6月9日   | 桐の力 〜江戸が生んだ宝箱〜                                               |                    |
| 174 | 2013年6月16日  | 富士山Part1 〜巨大地下水脈の秘密〜                                        |                    |
| 175 | 2013年6月23日  | 富士山Part2 〜火山が生んだ神秘の森〜                                      |                    |
| 176 | 2013年6月30日  | 石垣島 〜サンゴの海の小さな命〜                                           |                    |
| 177 | 2013年7月7日   | 知床 〜巨大イカの棲む豊饒の海〜                                           |                    |
| 178 | 2013年7月14日  | 多摩川 〜よみがえった清流〜                                               |                    |
| 179 | 2013年7月21日  | 鎌倉 あじさい 〜生命の色38億年〜                                          |                    |
| 180 | 2013年7月28日  | 生命の色38億年 〜カワセミの青 フラミンゴの赤〜                            |                    |
| 181 | 2013年8月4日   | 尾瀬 ミズバショウ 〜氷河期の記憶〜                                        |                    |
| 182 | 2013年8月11日  | ベニバナ染め 〜真紅を生み出す黄色の花〜                                   |                    |
| 183 | 2013年8月18日  | 熱中症 〜体温と汗の秘密〜                                                 |                    |
| 184 | 2013年8月25日  | トマト 〜美味しさの秘密〜                                                 |                    |
| 185 | 2013年9月8日   | 富士山が見つめる日本列島 〜異常気象2013〜                                 |                    |
| 186 | 2013年9月15日  | 巨大鍾乳洞 〜日本列島 誕生の秘密〜                                        |                    |
| 187 | 2013年9月22日  | 鳴門鯛 〜渦潮が育む青い輝き〜                                             |                    |
| 188 | 2013年9月29日  | 高尾山 〜東京の大自然〜                                                   |                    |
| 189 | 2013年10月6日  | 天空の城 竹田城 〜時空を超えた建築技術〜                                  |                    |
| 190 | 2013年10月13日 | 京都 〜音が彩る風景〜                                                     |                    |
| 191 | 2013年10月20日 | 棚田米 〜コシヒカリ 美味の秘密〜                                          |                    |
| 192 | 2013年11月10日 | アカウミガメ 〜小さな命の物語〜                                           |                    |
| 193 | 2013年11月17日 | 巨大魚の海 〜カナダ西海岸の神秘〜                                         |                    |
| 194 | 2013年11月24日 | スピリットベア 〜精霊が棲む原始の森〜                                     |                    |
| 195 | 2013年12月1日  | 有馬温泉 〜名湯を生み出す地球エネルギー〜                                 |                    |
| 196 | 2013年12月8日  | 和包丁 〜究極の切れ味を生む匠の技〜                                       |                    |
| 197 | 2013年12月15日 | スイスアルプス 〜巨大氷河に挑む〜                                         |                    |
| 198 | 2013年12月22日 | 日光東照宮 〜極彩色に隠された金箔の謎〜                                   |                    |
| 199 | 2014年1月12日  | 放送200回記念マダガスカルPart1 〜世界最小 体長2cmのカメレオンを捉えろ！〜 |                    |
| 200 | 2014年1月19日  | 放送200回記念マダガスカルPart2 〜絶景に秘められた真実〜                   |                    |
| 201 | 2014年1月26日  | 白川郷 〜合掌造り100年の謎〜                                              |                    |
| 202 | 2014年2月2日   | スイス アルプス 〜巨大氷河の絶景が語る真実〜                              |                    |
| 203 | 2014年2月16日  | 越前和紙 〜世界が注目する驚異の繊維〜                                     |                    |
| 204 | 2014年2月23日  | 釧路湿原のタンチョウ 〜極寒に生きる鶴の楽園〜                             |                    |
| 205 | 2014年3月2日   | 有田焼 柿右衛門 〜奇跡の赤に隠された秘密〜                                |                    |
| 206 | 2014年3月9日   | モロッコ 伝統の美容法 〜美肌オイル アルガンの謎〜                         |                    |
| 207 | 2014年3月16日  | 伊豆 河津桜 〜春を彩る早咲き桜8500本の秘密〜                              |                    |
| 208 | 2014年3月23日  | 別府温泉 〜世界が注目する泉質の秘密〜                                     |                    |
| 209 | 2014年4月6日   | 富山湾 ホタルイカ 〜海の宝石 青い光の真実〜                               |                    |
| 210 | 2014年4月13日  | 蘇る三陸鉄道 〜春のリアス海岸を行く〜                                     |                    |
| 211 | 2014年4月20日  | 日本列島 〜春の絶景〜                                                     |                    |
| 212 | 2014年4月27日  | 秩父長瀞 〜日本列島誕生3億年の旅〜                                        |                    |
| 213 | 2014年5月4日   | サハラ砂漠に埋もれる宝 〜隕石ハンター1500km〜                             |                    |
| 214 | 2014年5月11日  | 火山が生んだ絶海の楽園 〜青ヶ島の秘密〜                                   |                    |
| 215 | 2014年5月18日  | 駿河湾 桜エビ 〜富士に広がる桜色の海〜                                    |                    |
| 216 | 2014年5月25日  | 北海道 美瑛 〜神秘の青い池〜                                              |                    |
| 217 | 2014年6月1日   | 伊勢志摩の宝石 真珠 〜海が生み出した神秘の輝き〜                          |                    |
| 218 | 2014年6月8日   | 京都 宇治川 〜かがり火が照らす女性鵜匠の華麗なる技〜                      |                    |
| 219 | 2014年6月15日  | 富士山 〜樹海に眠る氷の宮殿〜                                             |                    |
| 220 | 2014年6月22日  | 海女家族 〜三世代で挑むアワビ漁〜                                         |                    |
| 221 | 2014年6月29日  | 東京地下探検 〜豪雨から都市を守れ!!〜                                     |                    |
| 222 | 2014年7月6日   | チンパンジー 〜驚異の能力に迫る〜                                         |                    |
| 223 | 2014年7月13日  | サグラダファミリア 〜ガウディが予測した未来テクノロジー〜                 |                    |
| 224 | 2014年7月27日  | 京都祇園祭 〜地上２６ｍの巨大山鉾に乗る〜                                 |                    |
| 225 | 2014年8月10日  | 幻の天然ウナギ〜児島湾の青ウナギを追え〜                                  |                    |
| 226 | 2014年8月17日  | ねぶた祭〜父に挑む女性ねぶた師〜                                          |                    |
| 227 | 2014年8月31日  | 手筒花火〜夜空を焦がす黄金の火柱〜                                        |                    |
| 228 | 2014年9月7日   | 姫路城～輝きをとりもどした白鷺城〜                                        |                    |
| 229 | 2014年9月14日  | モンキードッグ〜猿から畑を守る柴犬たち〜                                  |                    |
| 230 | 2014年9月21日  | グランドキャニオン〜大渓谷に秘められた火星の真実〜                        |                    |
| 231 | 2014年9月28日  | 宇宙から見た地球                                                          | 富田靖子           |

- 第37回、第46回は18:00-18:56の1時間スペシャル番組を放映。
- 第67回は、前回の予告内容（『発酵〜微生物に秘められた驚異の力〜』）から変更された。
- 第82回からタイトルロゴがリニューアルされ、題字は書道家の武田双雲が担当した。
- 第106回からナレーションが山寺宏一に一本化されている。
- 第219回は、前回の予告内容（『海女家族～三世代で挑むアワビ漁～』）から変更された

## 特記事項
規則的な放送休止時期
2010年まで12月下旬の日曜日に行なわれた『M-1グランプリ』の決勝戦の日と、正月三が日が日曜日に当たる1月第1日曜日は、年始特別番組編成のため、放送休止となる。
また、2010年3月28日には『超タイムショック』(18:04 - 20:54) 放送のため、2010年9月12日は別の特別番組放送のため（18:00 - 18:56）、2010年9月26日には『痛快!ビッグダディ3時間スペシャル』（18:04 - 20:54）のため休止した。
それ以降も色々な特番などで放送スケジュールの間隔が空く事が多い。
時期とは別に、2011年3月13日は前々日に発生した東日本大震災によるANN緊急報道特番のため休止となった。

2011年7月24日は『世界水泳選手権』中継のため、休止となった。
2012年3月11日は東日本大震災1周年特別番組が放送されたため、休止。
BS朝日での放送
2012年8月にBS朝日で午前5時台及び午後6時台の時間帯などを中心に2本ずつ集中放送。

## ネット局
- テレビ朝日 (ANB→EX)　※製作局
- 北海道テレビ (HTB)
- 青森朝日放送 (ABA)
- 岩手朝日テレビ (IAT)
- 東日本放送 (KHB)
- 秋田朝日放送 (AAB)
- 山形テレビ (YTS)
- 福島放送 (KFB)
- 新潟テレビ21 (NT21→UX)
- 長野朝日放送 (abn)
- 静岡朝日テレビ (SAT）
- 北陸朝日放送 (HAB）
- メ〜テレ (NBN)
- 朝日放送 (ABC)
- 広島ホームテレビ (HOME)
- 山口朝日放送 (yab)
- 瀬戸内海放送 (KSB)
- 愛媛朝日テレビ (eat)
- 九州朝日放送 (KBC)
- 長崎文化放送 (NCC)
- 熊本朝日放送 (KAB)
- 大分朝日放送 (OAB)
- 鹿児島放送 (KKB)
- 琉球朝日放送 (QAB)